# Palmarés das provas por pontos UCI
O palmarés das provas por pontos UCI refere-se ao palmarés da máxima competição do ciclismo profissional aberta a qualquer tipo de corredor, isto é, sem limitação de idade.
A primeira prova da União Ciclista Internacional que se media pelos pontos obtidos nos resultados em diferentes corridas, foi o Ranking UCI que se disputou entre 1984, até 2004, sendo substituída pelo UCI ProTour, durando esta competição até ano 2008. A partir de 2009 conhece-se com o nome de UCI World Ranking e dois anos depois UCI WorldTour.
A sua vez também se disputaram classificações paralelas como a Copa do Mundo de Ciclismo ou os rankings dos Circuitos Continentais da UCI. A primeira, de maior prestígio inclusive que o Ranking UCI, distinguia ao melhor classicómano; e a segunda distingue aos melhores de "segunda categoria" dentro de um continente em corridas que não pertencem à máxima categoria.
O feminino, pela sua vez, começou a elaborar-se em 1994 e ainda que mantém-se an activo tem mais prestigio a Copa do Mundo feminina criada em 1998.
Anteriormente a estes também se outorgaram prêmios aos melhores ciclistas masculinos da cada ano mas sem ser oficiais da UCI como o Challenge Desgrange-Colombo (1948-1958) e o Super Prestige Pernod International (1959-1987).

## Palmarés

### Masculino
| Prova             | Ano  | Vencedor individual   | Vencedor por equipas  | Vencedor por países |
| ----------------- | ---- | --------------------- | --------------------- | ------------------- |
| Ranking FICP      | 1984 | Sean Kelly            | Skil-Sem              | Não se entregou     |
| Ranking FICP      | 1985 | Sean Kelly            | Skil-Sem              | Não se entregou     |
| Ranking FICP      | 1986 | Sean Kelly            | Kas                   | Não se entregou     |
| Ranking FICP      | 1987 | Sean Kelly            | Kas                   | Não se entregou     |
| Ranking FICP      | 1988 | Sean Kelly            | Kas                   | Não se entregou     |
| Ranking FICP      | 1989 | Laurent Fignon        | Système Ou            | Não se entregou     |
| Ranking FICP      | 1990 | Gianni Bugno          | Chateau D'Ax          | Não se entregou     |
| Ranking FICP      | 1991 | Gianni Bugno          | Gatorade              | Não se entregou     |
| Ranking FICP      | 1992 | Miguel Induráin       | Banesto               | Não se entregou     |
| Ranking UCI       | 1993 | Miguel Induráin       | Banesto               | Não se entregou     |
| Ranking UCI       | 1994 | Tony Rominger         | Mapei-Clas            | Não se entregou     |
| Ranking UCI       | 1995 | Laurent Jalabert      | Mapei-GB ONZE         | Não se entregou     |
| Ranking UCI       | 1996 | Laurent Jalabert      | Mapei-GB              | Itália              |
| Ranking UCI       | 1997 | Laurent Jalabert      | Mapei-GB              | Itália              |
| Ranking UCI       | 1998 | Michele Bartoli       | Mapei-Bricobi         | Itália              |
| Ranking UCI       | 1999 | Laurent Jalabert      | Mapei-Quick Step      | Itália              |
| Ranking UCI       | 2000 | Francesco Casagrande  | Mapei-Quick Step      | Itália              |
| Ranking UCI       | 2001 | Erik Zabel            | Fassa Bortolo         | Itália              |
| Ranking UCI       | 2002 | Erik Zabel            | Mapei-Quick Step      | Itália              |
| Ranking UCI       | 2003 | Paolo Bettini         | Fassa Bortolo         | Itália              |
| Ranking UCI       | 2004 | Damiano Cunego        | T-Mobile              | Itália              |
| UCI ProTour       | 2005 | Itália Danilo Di Luca | CSC                   | Itália              |
| UCI ProTour       | 2006 | Alejandro Valverde    | CSC                   | Espanha             |
| UCI ProTour       | 2007 | Cadel Evans           | CSC                   | Espanha             |
| UCI ProTour       | 2008 | Alejandro Valverde    | Caisse d'Epargne      | Espanha             |
| UCI World Ranking | 2009 | Alberto Contador      | Astana                | Espanha             |
| UCI World Ranking | 2010 | Joaquim Rodríguez     | Saxo Bank             | Espanha             |
| UCI WorldTour     | 2011 | Philippe Gilbert      | Omega Pharma-Lotto    | Itália              |
| UCI WorldTour     | 2012 | Joaquim Rodríguez     | Sky                   | Espanha             |
| UCI WorldTour     | 2013 | Joaquim Rodríguez     | Movistar              | Espanha             |
| UCI WorldTour     | 2014 | Alejandro Valverde    | Movistar              | Espanha             |
| UCI WorldTour     | 2015 | Alejandro Valverde    | Movistar              | Espanha             |
| UCI World Ranking | 2016 | Peter Sagan           | Movistar              | Espanha (10)        |
| UCI World Ranking | 2017 | Greg Van Avermaet     | Sky                   | Bélgica             |
| UCI World Ranking | 2018 | Alejandro Valverde    | Quick-Step Floors     | Bélgica             |
| UCI World Ranking | 2019 | Primož Roglič         | Deceuninck-Quick Step | Bélgica             |
| UCI World Ranking | 2020 | Primož Roglič         | Team Jumbo-Visma      | França              |
| UCI World Ranking | 2021 | Tadej Pogačar         | Deceuninck-Quick Step | Bélgica             |
| UCI World Ranking | 2022 | Tadej Pogačar         | Team Jumbo-Visma      | Bélgica             |

### Feminino
| Prova             | Ano  | Vencedora individual     | Vencedora por equipas      | Vencedor por países |
| ----------------- | ---- | ------------------------ | -------------------------- | ------------------- |
| Ranking UCI       | 1994 | Monica Valvik-Valen      | Não se entregou            | ?                   |
| Ranking UCI       | 1995 | Jeannie Longo            | Não se entregou            | ?                   |
| Ranking UCI       | 1996 | Jeannie Longo            | Não se entregou            | ?                   |
| Ranking UCI       | 1997 | Hanka Kupfernagel        | Não se entregou            | ?                   |
| Ranking UCI       | 1998 | Diana Žiliūtė            | Não se entregou            | Itália              |
| Ranking UCI       | 1999 | Hanka Kupfernagel        | Saturn                     | Alemanha            |
| Ranking UCI       | 2000 | Diana Žiliūtė            | Acca Due Ou-Lorena Camicie | Itália              |
| Ranking UCI       | 2001 | Anna Millward            | Saturn                     | Alemanha            |
| Ranking UCI       | 2002 | Susanne Ljungskog        | Saturn                     | Alemanha            |
| Ranking UCI       | 2003 | Susanne Ljungskog        | Bik-Power Plate            | Alemanha            |
| Ranking UCI       | 2004 | Judith Arndt             | Nürnberger Versicherun     | Alemanha            |
| Ranking UCI       | 2005 | Oenone Wood              | Nürnberger Versicherun     | Alemanha            |
| Ranking UCI       | 2006 | Nicole Cooke             | Univega                    | Alemanha            |
| Ranking UCI       | 2007 | Marianne Vos             | T-Mobile Women             | Alemanha            |
| Ranking UCI       | 2008 | Marianne Vos             | T-Mobile Women             | Alemanha            |
| Ranking UCI       | 2009 | Marianne Vos             | Cervelo                    | Países Baixos       |
| Ranking UCI       | 2010 | Marianne Vos             | Cervelo                    | Países Baixos       |
| Ranking UCI       | 2011 | Marianne Vos             | Nederland Bloeit           | Países Baixos       |
| Ranking UCI       | 2012 | Marianne Vos             | Rabobank Women             | Países Baixos       |
| Ranking UCI       | 2013 | Emma Johansson           | Orica-AIS                  | Países Baixos       |
| Ranking UCI       | 2014 | Marianne Vos (7)         | Rabo Liv Women             | Países Baixos       |
| Ranking UCI       | 2015 | Anna van der Breggen     | Rabo Liv Women             | Países Baixos       |
| UCI World Ranking | 2016 | Megan Guarnier           | Boels Dolmans              | Países Baixos       |
| UCI World Ranking | 2017 | Annemiek van Vleuten     | Boels Dolmans Cycling Team | Países Baixos       |
| UCI World Ranking | 2018 | Annemiek van Vleuten     | Boels Dolmans Cycling Team | Países Baixos       |
| UCI World Ranking | 2019 | Lorena Wiebes            | Boels Dolmans Cycling Team | Países Baixos       |
| UCI World Ranking | 2020 | Anna van der Breggen (2) | Trek-Segafredo Women       | Países Baixos       |
| UCI World Ranking | 2021 | Annemiek van Vleuten (4) | Team SD Worx (5)           | Países Baixos (13)  |